# Stamnummer
Een stamnummer of matricule is een bepaalde aanduiding om een persoon of organisatie in een stamboek of register eenduidig te identificeren. Stamnummers maken een eenduidige identificatie van een persoon mogelijk, wanneer een ondubbelzinnig identificatie aan de hand van enkel de naam of een combinatie van namen met datums niet mogelijk of niet praktisch is. Eenmaal een nummer toegekend is, kan de persoon of organisatie makkelijk gedurende lange tijd ordelijk gevolgd worden.
In België worden naast toekenning van stamnummers aan personen, stamnummers ook in diverse sporten gebruikt voor de registratie van clubs. Vooral in het Belgisch voetbal dragen de nummers ook naar het publiek toe bij aan de identiteit van een club.
Stamnummer kan ook zijn het nummer van een treinstam.